# Филиппова, Ольга Александровна
О́льга Алекса́ндровна Фили́ппова (род. 23 января 1977, Долгопрудный, Московская область,  СССР) — российская актриса театра и кино. 

## Биография
Ольга Филиппова родилась 23 января 1977 года в подмосковном городе Долгопрудный.
Окончила Музыкальное училище имени Гнесиных (курс музыкальной комедии Григория Гурвича).
Во время учёбы, начиная со второго курса, работала в театре «Летучая мышь».
В 2003 году снялась в фильме «Кармен» в роли преступницы, получив специальный диплом жюри «За современное воплощение классического женского образа» на IV Международном фестивале актёров кино «Стожары».
Также является лауреатом международного кинофестиваля «Бригантина» в номинации «За лучший дебют».

### Личная жизнь
Состояла в фактическом браке с актёром Владимиром Вдовиченковым (род. 13 августа 1971 года).  21 апреля 2005 года родила дочь Веронику.

## Фильмография

### Художественные фильмы
- 2001 — Условный рефлекс — Кристина
- 2003 — Кармен — преступница по прозвищу «Кармен»
- 2003 — Одиссея 1989 — Марина
- 2007 — Курортный роман — Наташа
- 2007 — Тревожный отпуск адвоката Лариной («Film.ua») — Лариса Дмитриева, столичный адвокат
- 2009 — Выход — Светлана, бывшая жена Влада
- 2009 — Лучший друг моего мужа — Анна, ресторатор, любовница Бориса
- 2010 — Искупление — Екатерина Железнова
- 2010 — Антиснайпер. Новый уровень — Маргарита Никольская, медсестра
- 2010 — Антиснайпер. Выстрел из прошлого — Маргарита Никольская, снайпер

### Телесериалы
- 2003 — Неотложка (серия № 1 «Ночь») — погибшая жена Олега Громова, мать погибшего семилетнего сына Саши
- 2004 — Штрафбат — Раиса, девушка на воровской «малине»
- 2005 — Большая прогулка — Яна
- 2006 — Вызов — Марина Зарубина
- 2007 — Сердцу не прикажешь — Маргарита Брониславовна Матецкая, жена бизнесмена Алексея Матецкого
- 2007 — Солдаты (11-й — 13-й сезоны) — Тамара Андреевна Славская (Ковальская), сержант
- 2008 — Райские яблочки — Кармен Степановна Наумова
- 2008 — Кровные узы — Кристина Ушакова, сестра Марины
- 2009 — Райские яблочки. Жизнь продолжается — Кармен Степановна Наумова
- 2009 — Закон обратного волшебства — Мика
- 2010 — Капитан Гордеев — Лариса Кислицкая
- 2010 — Объявлен в розыск — Альбина Юрьевна
- 2011 — Измена — Жанна, медсестра
- 2011 — Кодекс чести 5 (фильм № 5 «Генеральская охота») — Людмила Седых, главный бухгалтер охотничьего хозяйства «Мышкино»
- 2012 — Лектор — Майя, жена Бирмана
- 2012 — Лист ожидания —  Тамара Лобачёва
- 2013 — Простая жизнь — Наталья
- 2013 — Бывших не бывает — Нина
- 2014 — Отец Матвей — Ева Юрьева, адвокат
- 2015 — Анна (Анна. Жена егеря) — Елена Анатольевна Стрельникова
- 2015 — Истребители. Последний бой — Антонина Поливанова, капитан медицинской службы
- 2015 — Всё к лучшему — Анна
- 2016 — Всё к лучшему 2 — Анна
- 2017 — Серебряный бор — Карина Сергеевна Зимина
- 2017 — Выжить любой ценой — Людмила
- 2018 — Сердечные раны — Анжела, мать больного мальчика, первая любовь кардиохирурга Юрия Смирнова
- 2018 — Динозавр — Кристина Альбертовна, мать Полины, бывшая жена Вячеслава Христофорова
- 2020 — Марлен — Людмила Жданова, фоторепортёр
- 2022 — Кукольник—Антонина Афинская
- 5 минут тишины